# Чемпионат Европы по волейболу среди женщин 1955
4-й Чемпионат Европы по волейболу среди женщин прошёл с 15 по 26 июня 1955 года в столице Румынии Бухаресте с участием 6 национальных сборных команд. Чемпионский титул впервые в своей истории выиграла сборная Чехословакии.

## Команды-участницы
Болгария, Венгрия, Польша, Румыния, СССР, Чехословакия.

## Система проведения чемпионата
6 команд-участниц чемпионата провели однокруговой турнир, по результатам которого была определена итоговая расстановка мест.

## Результаты
| М | Команда      | 1   | 2   | 3   | 4   | 5   | 6   | И | В | П | С/П   | О  |
| - | ------------ | --- | --- | --- | --- | --- | --- | - | - | - | ----- | -- |
| 1 | Чехословакия |     | 3:2 | 3:2 | 3:0 | 3:2 | 3:0 | 5 | 5 | 0 | 15:6  | 10 |
| 2 | СССР         | 2:3 |     | 3:1 | 3:0 | 3:0 | 3:0 | 5 | 4 | 1 | 14:4  | 9  |
| 3 | Польша       | 2:3 | 1:3 |     | 3:2 | 3:2 | 3:0 | 5 | 3 | 2 | 12:10 | 8  |
| 4 | Румыния      | 0:3 | 0:3 | 2:3 |     | 3:2 | 3:0 | 5 | 2 | 3 | 8:11  | 7  |
| 5 | Болгария     | 2:3 | 0:3 | 2:3 | 2:3 |     | 3:1 | 5 | 1 | 4 | 9:13  | 6  |
| 6 | Венгрия      | 0:3 | 0:3 | 0:3 | 0:3 | 1:3 |     | 5 | 0 | 5 | 1:15  | 5  |

15 июня: Румыния — Венгрия 3:0 (15:7, 15:13, 15:13); СССР — Болгария 3:0 (15:10, 15:6, 15:11); Чехословакия — Польша 3:2 (15:13, 15:4, 14:16, 7:15, 15:11).
17 июня: Чехословакия — Венгрия 3:0 (15:5, 15:12, 15:6); Польша — Болгария 3:2 (15:9, 8:15, 15:5, 11:15, 15:10); СССР — Румыния 3:0 (15:4, 15:5, 15:13).
19 июня: Польша — Венгрия 3:0 (15:6, 15:12, 15:11); Румыния — Болгария 3:2 (15:13, 10:15, 10:15, 15:7, 15:11); Чехословакия — СССР 3:2 (15:9, 8:15, 15:7, 7:15, 15:13).
22 июня: Чехословакия — Болгария 3:2 (15:5, 7:15, 15:10, 15:17, 15:7); СССР — Венгрия 3:0 (15:8, 15:11, 15:3); Польша — Румыния 3:2 (9:15, 15:5, 15:13, 15:17, 15:11).
26 июня: Чехословакия — Румыния 3:0 (15:13, 15:4, 15:13); Болгария — Венгрия 3:1 (12:15, 15:12, 15:13, 16:14); СССР — Польша 3:1 (15:9, 15:5, 9:15, 15:6).

## Итоги

### Положение команд
| Чехословакия |
| СССР         |
| Польша       |
| 4. Румыния   |
| 5. Болгария  |
| 6. Венгрия   |

### Призёры
Чехословакия: Индра Гола-Батькова, Драгослава Кржижова, Ленка Кучерова, Божена Луточкова, Регина Маталикова, Алена Нечасова, Либуше Нойгебауэрова, Ярослава Шинделаржова, Сватава Штаудова, Бела Штулцова, Богумила Валашкова, Альжбета Техновска. Главный тренер — Методий Маха.
  СССР: Александра Чудина, Зинаида Смольянинова, Вера Озерова, Софья Горбунова, Миньона Саксе, Лидия Стрельникова, Антонина Моисеева, Лилия Каленик, Наталья Пшеничникова, Айно Хумеринд, Лирика Иванская, Людмила Мещерякова. Главный тренер — Алексей Якушев.
  Польша: Ядвига Абисяк, Клементина Зельнёк, Барбара Чечутко-Шпыт, Данута Йосько, Кристина Хаец, Барбара Коцан, Тереза Конопка, Данута Кордачук, Мирослава Котула-Закшевская, Ванда Тумидаевич, Ванда Зажицкая, Данута Хвалиньская. Главный тренер — Зигмунт Кшижановский.